# Beaumont (fromage)
Pour les articles homonymes, voir Beaumont.
Le Beaumont, ou tomme de Beaumont, est un fromage français fabriqué en Haute-Savoie (Faucigny et Genevois), créé en 1881 par Jérémie Girod à Saint-Julien-en-Genevois.

## Description
C'est un fromage au lait de vache pasteurisé, à croûte lavée et à pâte pressée non cuite. Son affinage dure 1 mois ½ à 2 mois. Il se présente sous la forme d'un disque plat, de 20 cm de diamètre et 4 cm d'épaisseur. Il pèse environ 1,5 kg.
Sous l'appellation Beaumont de Savoie on trouve aussi des fromages au lait cru de vache, à pâte pressée cuite, affinés pendant six mois.